# Rod Dana
Rod Dana, alla nascita Roger Francke, noto anche con lo pseudonimo di Robert Mark (Vernal, 8 agosto 1934), è un attore statunitense.

## Biografia
Nativo dello Utah, iniziò la carriera verso la fine degli anni '50 come modello e comparve in alcuni film in ruoli di secondo piano. Nella metà degli anni '60 arrivò in Italia dove ebbe ruoli da protagonista in diversi film spionistici e spaghetti western con lo pseudonimo Robert Mark. Apparve anche in alcune serie televisive e fu occasionalmente doppiatore (per Espartaco Santoni nella versione inglese di Goldface - Il fantastico superman).
Nel 2003, quindici anni dopo il ritiro dalle scene, scrisse un romanzo, Conversations with the Devil: Dialogues with the Soul, con lo pseudonimo Jon Christian Eagle.

## Filmografia

### Cinema
- War of the Colossal Beast, regia di Bert I. Gordon (1958)
- How to Make a Monster, regia di Herbert L. Strock (1958)
- Vento di tempesta (The Miracle), regia di Irving Rapper (1959)
- Cleopatra, regia di Joseph L. Mankiewicz (1963)
- Gidget a Roma (Gidget Goes to Rome), regia di Paul Wendkos (1963)
- Io la conoscevo bene, regia di Antonio Pietrangeli (1965)
- A.D3 operazione squalo bianco, regia di Filippo Walter Ratti (1965)
- Combattenti della notte (Cast a Giant Shadow), regia di Melville Shavelson (1966)
- Vacanze sulla neve, regia di Filippo Walter Ratti (1966)
- Sicario 77, vivo o morto, regia di Mino Guerrini (1966)
- Uccidi o muori, regia di Tanio Boccia (1966)
- Dio non paga il sabato, regia di Tanio Boccia (1967)
- Silenzio: si uccide, regia di Guido Zurli (1967)
- Gli insaziabili, regia di Alberto De Martino (1969)
- Il prete, episodio di Contestazione generale, regia di Luigi Zampa (1970)
- I lupi attaccano in branco (Hornet's Nest), regia di Phil Karlson e Franco Cirino (1970)
- Ladyhawke, regia di Richard Donner (1985)
- L'ultima tentazione di Cristo (The Last Temptation of Christ), regia di Martin Scorsese (1988)

### Televisione
- Men of Annapolis – serie TV, episodio 1x36 (1957)
- Northwest Passage – serie TV, un episodio (1958)
- Route 66 – serie TV, un episodio (1961)
- Superkoturoman – serie TV, 25 episodi (1971)
- Un'estate, un inverno, regia di Mario Caiano – miniserie TV (1971)

## Doppiatori italiani
Nelle versioni italiane dei suoi film, Rod Dana è stato doppiato da:
- Stefano Satta Flores in A.D3 operazione squalo bianco
- Pino Locchi in Sicario 77 vivo o morto
- Gigi Proietti in Uccidi o muori
- Pino Colizzi in Dio non paga il sabato
- Gabriele Ferzetti in Silenzio: si uccide